# Ozicrypta lawlessi
Ozicrypta lawlessi là một loài nhện trong họ Barychelidae. Loài này phân bố ờ Queensland.